# Le Prix du silence (film, 2008)
Pour les articles homonymes, voir Le Prix du silence et Nothing but the Truth.
Pour plus de détails, voir Fiche technique et Distribution.
Le Prix du silence ou Rien que la vérité au Québec (Nothing But the Truth) est un film américain réalisé par Rod Lurie, sorti en 2008 aux États-Unis.

## Synopsis
Rachel Armstrong (Kate Beckinsale), une journaliste de Washington, dévoile le nom d'un agent infiltré de la CIA au Venezuela, Erica Van Doren (Vera Farmiga), dont la fille est dans la classe du fils de Rachel. Celle-ci se retrouve emprisonnée par le gouvernement pour la forcer à révéler sa source.

## Commentaires
Le scénario est inspiré de l'affaire Plame-Wilson, dans laquelle fut impliquée la journaliste du New York Times qui sert de modèle au personnage de Rachel Armstrong, Judith Miller. Celle-ci passa 85 jours en prison afin de protéger sa source dans cette affaire.

## Fiche technique
- Titre : Le Prix du silence (titre de la diffusion TV en France)
- Titre original : Nothing But the Truth
- Titre québécois : Rien que la vérité
- Réalisation : Rod Lurie
- Scénario : Rod Lurie
- Production : Dennis Brown, Marc Frydman, David Glasser, William J. Immerman, Rod Lurie, James Spies, Bob Yari
- Société de production : Battleplan Productions et Yari Film Group
- Société de distribution : Yari Film Group (USA)
- Budget : 11,5 millions de dollars[1]
- Musique : Larry Groupé
- Photographie : Alik Sakharov
- Montage : Sarah Boyd
- Décors : Eloise Crane Stammerjohn
- Costumes : Lynn Falconer
- Pays de production :  États-Unis
- Langue : anglais
- Format : couleurs - 2,35:1 - DTS / Dolby Digital - 35 mm
- Genre : Drame, thriller
- Durée : 108 minutes
- Dates de sortie : 
  - États-Unis : 19 décembre 2008 • 28 avril 2009 (première DVD)
  - France : 13 février 2010 (diffusion TV)[2],[3] • 19 janvier 2011 (DVD)[4]
- Public : France Déconseillé aux moins de 10 ans[5] (TV) • Accord parental (DVD)

## Distribution

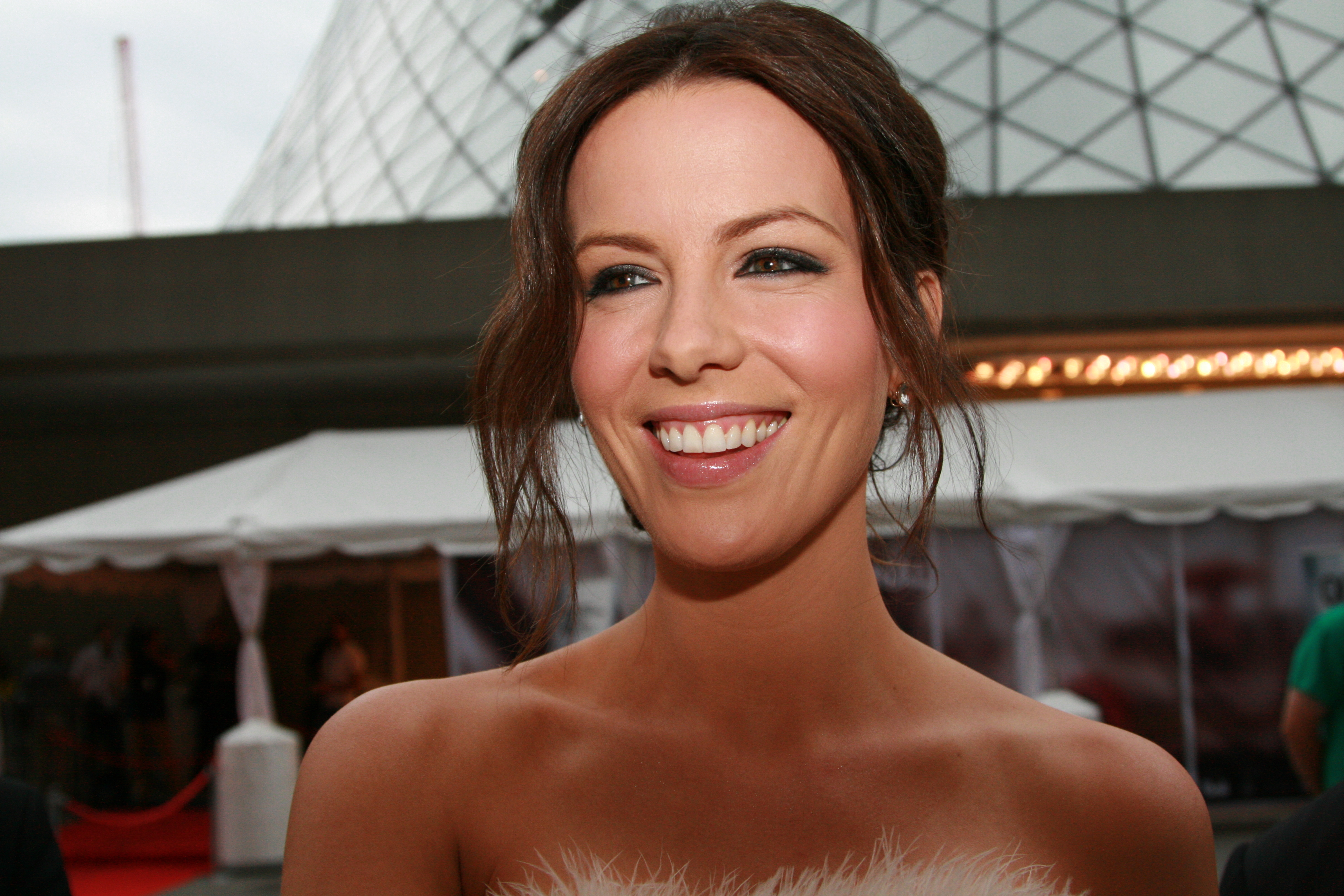
Kate Beckinsale lors de la première du film au Festival de Toronto, le 8 septembre 2008.

L'actrice Vera Farmiga, également au TIFF 2008.

- Kate Beckinsale (VFB : Maia Baran ; VQ : Camille Cyr-Desmarais) : Rachel Armstrong
- Matt Dillon (VFB : Lionel Bourguet ; VQ : Daniel Picard) : Patton Dubois
- Angela Bassett (VQ : Claudine Chatel) : Bonnie Benjamin
- Alan Alda (VQ : Mario Desmarais) : Alan Burnside
- Vera Farmiga (VFB : Guylène Gibert ; VQ : Anne Dorval) : Erica Van Doren
- David Schwimmer (VFB : Philippe Allard ; VQ : Gilbert Lachance) : Ray Armstrong
- Courtney B. Vance (VQ : Benoit Éthier) : agent Merrill O'Hara
- Noah Wyle (VQ : Jean-François Beaupré) : Avril Aaronson
- Preston Bailey (VQ : Célia Gouin-Arsenault) : Timmy Armstrong
- Jennifer McCoy : Jesse
- David Bridgewater : Riggens
- Angelica Torn : Molly Meyers
- Kristen Bough : Allison Van Doren
- Julie Ann Emery (VQ : Catherine Bonneau) : agent Boyd
- Michael O'Neill (VQ : Benoît Rousseau) : directeur de la CIA
- Kristen Shaw (VQ : Hélène Mondoux) : Angel Rabinowitz
- Floyd Abrams : juge Hall
- Robert Harvey : Warden

Source : Doublage.qc.ca 

## Autour du film
- À l'origine, Rod Lurie devait intégrer le scenario de la journaliste dans un des épisodes de sa série Commander in Chief, mais à la suite de son renvoi, la production à jeter l'idée. Lurie réalisa son propre film Le prix du silence (Nothing But the Truth) peu après[7],[8].
- Kate Beckinsale a obtenu le rôle de Rachel Armstrong grâce au film Snow Angels.
- Le tournage du film s'est déroulé du 10 octobre au 19 novembre 2007[9] dans le Tennessee[10].
- Kate Beckinsale et Alan Alda avaient déjà partagé la vedette, bien que n'ayant pas eu de scènes communes, dans Aviator, de Martin Scorsese.
- Alan Alda avait déjà joué dans un film réalisé par Rod Lurie, Resurrecting the Champ, film également basé sur une histoire vraie, mais dont les thèmes sont également similaires tels que le journaliste, la famille contre le travail et l'identité[11].

## Distinctions
- Critics' Choice Movie Awards : 
  - nomination de Kate Beckinsale pour la meilleure actrice
  - nomination de Vera Farmiga pour la meilleure actrice dans un second rôle

## Réception

### Box-office
- États-Unis : 3,500 dollars[12]
- Mondial : 186,702 dollars[13]